# Senyós qui credets Déu lo Payre Augats
Senyós qui credets Déu lo Payre Augats (Escolteu, senyors que creieu en Déu pare) és el primer vers d'un dels planys de la Mare de Déu més antics en romanç escrit a Catalunya. Hi ha qui el considera el més antic. Se'n conserven sis versions. Va ser escrit en occità a mitjans del segle XIII, si bé en alguns manuscrits apareix amb un català força aprovençalat i en un altre en piemontès. Està compost de dotze estrofes de cinc versos decasíl·labs monorims, que acaben amb un refrany de dos versos de quatre i dues síl·labes, de rima diferent.

## Context
Al llibre Literatura catalana antiga de 1961, Joaquim Molas i Josep Romeu situen entre les primeres manifestacions literàries les Homilies d'Organyà, l'Epístola farcida de sant Esteve i el plany Augats senyors qui credets Déu lo paire.
El gènere del plany va néixer a l'interior de l'Església i fou compost primerament en llatí i després en llengua vulgar, el que permeté que arribés a molta més gent. Se'n conserven en llatí, italià, francès, provençal, català, castellà, portuguès i alemany.

## Descripció
La invocació augats (escolteu), que en algunes versions apareix al principi, indica que l'obra estava pensada per captar l'atenció del públic que escoltava, és una forma típica de l'actuació joglaresca.
En cinc de les sis versions el text està encapçalat per una introducció que no té res a veure amb la temàtica del plany sinó que és la típica crida dels joglars per atraure l'atenció dels oients propers. Diu així: Augats, seyós qui credets Deu lo Payre,/ augats, si us plau, de Jesú lo Salvayre!/ Per nós pres mort, e no s'ho preset gayre,/ sus en la creu, on lo preyget lo layre/ e l'ach mercé, axi com o dec fayre. Amb aquesta estrofa la composició pretén captar l'atenció convidant els oients a "fer el vafor" d'escoltar i dient que Crist va morir "per nós" a la creu.
A la segona estrofa comença pròpiament el plany de la Verge, on Maria interpel·la els vianants per fer-los testimonis del seu dolor per la mort de Jesús. Conclou amb el diàleg entre Crist i Joan.